# 谢安
谢安（320年—385年10月12日），字安石，陈郡阳夏（今河南省太康县）人，东晋政治家，军事家。曾隱居東山，历任吴兴太守、侍中兼吏部尚书兼中护军、尚书仆射兼领吏部加后将军、扬州刺史兼中书监兼录尚书事、都督五州、幽州之燕国诸军事兼假节、太保兼都督十五州军事兼卫将军等职，死后追赠太傅，追封庐陵郡公。世称謝東山、謝安石、謝相、謝公。
他初与权臣周旋时，从不卑躬屈膝，不违背自己的准则却能拒权臣而扶社稷；等他自己当政的时候，又处处以大局为重，不结党营私，不仅调和了东晋内部矛盾，还于淝水之战击败前秦并北伐夺回了大片领土；而到他北伐胜利、正是功成名就之时，还能激流勇退，不恋权位；因此被后世人视为良相的代表，“高洁”的典范。

## 生平

### 东山再起

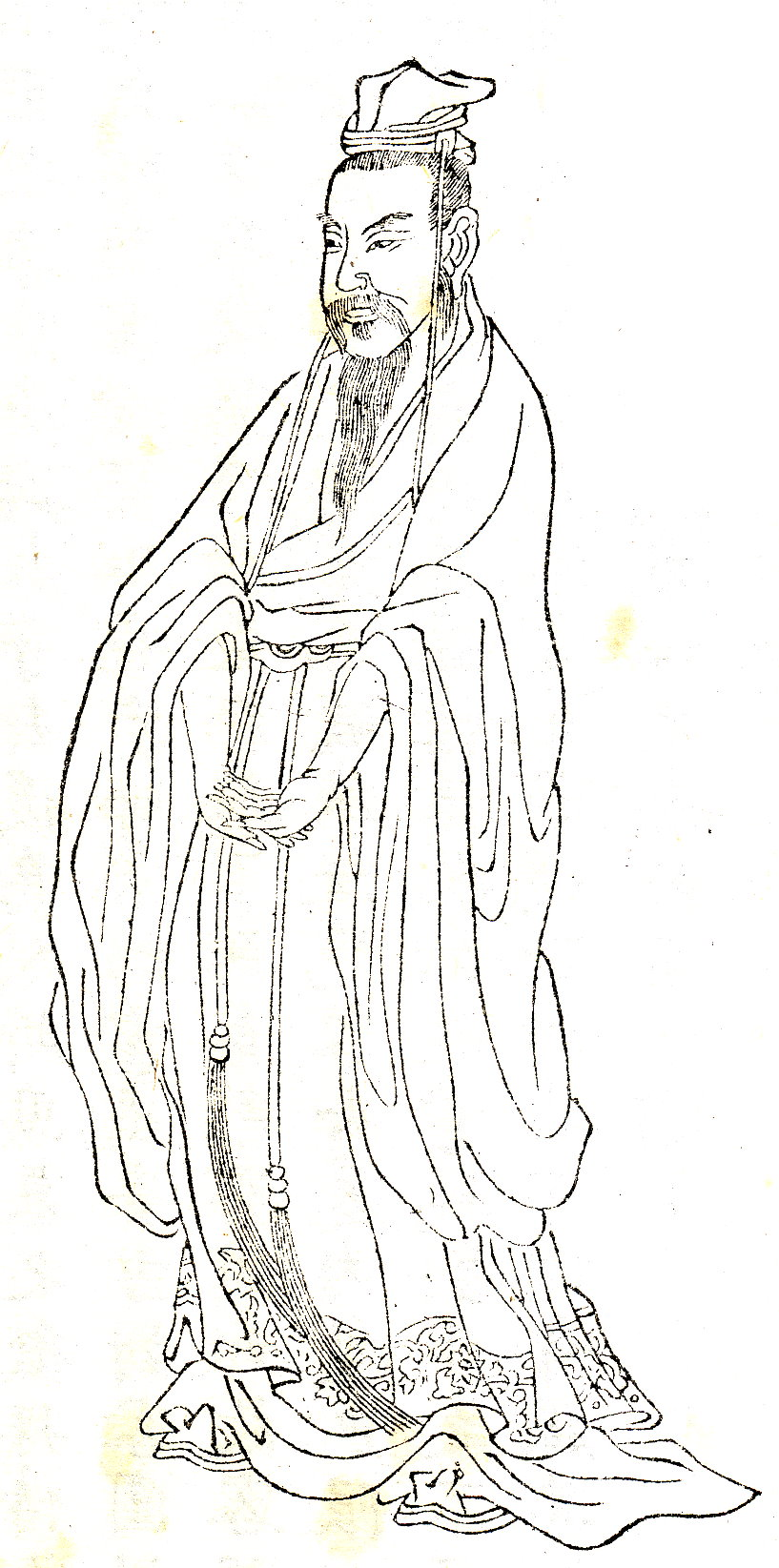
晩笑堂竹裝畫傳，謝安像

初隱居東山，清談吟詩，升平四年（360年），谢安之弟谢万兵败，被废为庶人，陈郡谢氏一族再无重要的人物在朝。谢安不得不“东山再起”，入桓温幕府为司马。谢安与桓温虽然政治立场不一致，但仍然非常相得，彼此都很推崇对方。后来桓温到了因立场相左而打算杀掉谢安的时候，仍然对旁人称赞谢安不已。
谢安在桓温幕府不久，谢万去世，谢安以服丧为由辞职，不久又被丞相司马昱推荐为吴兴太守，任内百姓安居乐业。几年后，升为侍中。

东山丝竹图轴

太和六年（371年），桓温废司马奕，改立司马昱为帝，族诛陈郡殷氏、颍川庾氏两家三支士族，贬斥武陵王为庶人，实际控制了东晋的所有州府，声势如日中天。谢安与另外两家大士族——太原王氏和琅琊王氏的王坦之、王彪之等人联合，与之周旋，并于咸安元年（372年）七月简文帝病重之时，逼简文帝改写遗诏，阻止了简文帝打算将政权拱手让给桓温的打算。桓温得知以后，大怒，率军入京，欲“诛王谢，移晋鼎”，太后褚蒜子命谢安与王坦之去新亭迎接，王坦之慌乱不已，以至于在见到桓温以后倒持笏版，汗湿重衣；谢安却很镇定，不仅在临行前安慰王坦之说“晋祚存亡，在此一行”，并在见到桓温以后，从容就席，问桓温：“安闻诸侯有道，守在四邻，明公何须壁后置人邪？”桓温笑答：“正自不能不尔耳。”二人笑着谈了很久，一场大祸化解于无形。桓温后来病重，想让朝廷给他加九锡，让袁宏起草。谢安见了以后，总是借故修改，拖延时间，没几天，桓温病故，加九锡的事情也就不再被提起了。
桓温死了以后，谢安为了调和晋室与桓氏的矛盾而颇费苦心。宁康二年（374年），谢安先以王坦之出领徐兖二州刺史而从桓氏取回徐州和兖州，然后又迫使桓温之弟桓冲出让扬州，转而任命其领荆州，谢安自领扬州（非今日之扬州市），终于达到“荆扬相衡，则天下平”的目的，并取得了桓氏的谅解与合作，建立起一个相对牢固的防御阵线，共同对付北方的前秦苻坚。

### 淝水之战
太元元年（376年），孝武帝司马矅开始亲政，谢安升中书监、录尚书事，总揽朝政，陈郡谢氏成为东晋的最后一个“当轴士族”。同年，苻坚统一了中国北方，前秦与东晋的战争已经临近。当时的东晋，长江上游由桓氏掌握，下游则属于谢氏当政，谢安尽力调和桓谢两大家族关系，以为即将爆发的战争作准备。

#### 戰前準備
太元二年（377年），廣陵缺乏良將防守，謝安不顧他人議論，極力舉薦自己的侄子谢玄出任兖州刺史，鎮守廣陵，負責長江下游江北一線的軍事防守。謝安則自己都督揚州、豫州、徐州、兗州、青州五州軍事，總管長江下游。謝玄不負叔父重托，在廣陵挑選良將，訓練精兵，選拔了刘牢之、何謙等人，並訓練出了在當時的整個中國最具戰鬥力的精兵——北府兵。

#### 第一阶段：淮南之战
太元三年（378年）四月，前秦征南大将军苻丕率步骑7万人进攻襄阳。苻坚又另派10万多人，分三路合围襄阳，总计投入兵力17万。襄阳守将朱序死守近一年后，于太元四年（379年）二月城破被俘。苻坚又派彭超围攻彭城，秦晋淮南之战爆发。谢安在建康布防，又令谢玄率5万北府兵，自广陵起兵应敌。谢玄四战四胜，全歼秦军。战后，谢安因功晋封建昌县公，谢玄晋封东兴县侯。

#### 第二阶段：淝水之战

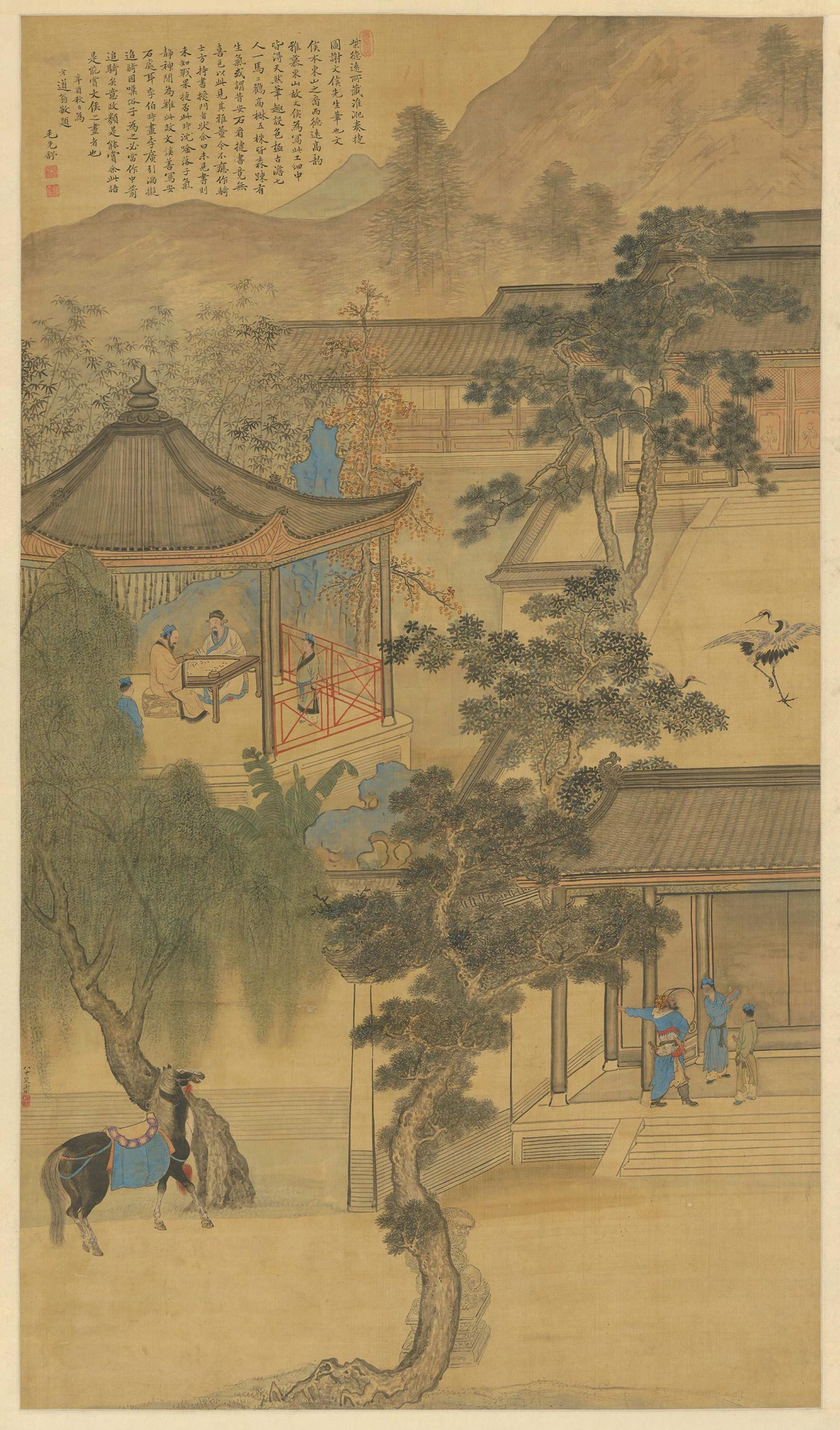
淮淝奏捷图，谢彬繪

太元八年（383年）五月，桓冲倾10万荆州兵伐秦，以牵制秦军，减轻对下游的压力，苻坚派苻睿、慕容垂、姚苌和慕容暐等人迎战，自己亲率步兵60万，骑兵27万，以弟苻融为先锋，于八月大举南侵。谢安临危受命，以谢石为前线大都督，谢玄为先锋，并谢琰、桓伊等人，领8万兵马，分三路迎击秦军。十一月，谢玄遣刘牢之以5千精兵奇袭，取得洛涧大捷，秦军折损10名大将，5万主力。十二月，双方决战淝水，谢玄、谢琰和桓伊率领晋军7万战胜了苻坚和苻融所统率的前秦15万大军，并阵斩苻融。淝水之战以晋军的全面胜利告终。

#### 战后影响
淝水之战的巨大胜利，谢安的事先筹划功不可没。而且谢安从战前的“围棋赌墅”到战后的“小儿辈大破贼”，自始至终一直采取极为冷静的态度，对于稳定当时建康的人心起到了关键的作用。此次战争的前线将领也是谢家嫡系子弟的谢石、谢玄、谢琰等人，谢家的声望达到顶峰，引起了司马氏皇室的戒备，以至于淝水战功，竟然没有封赏，直到两年后的谢安死后，司马曜方才因淝水战功追封谢安以庐陵郡公。

### 北伐、去世

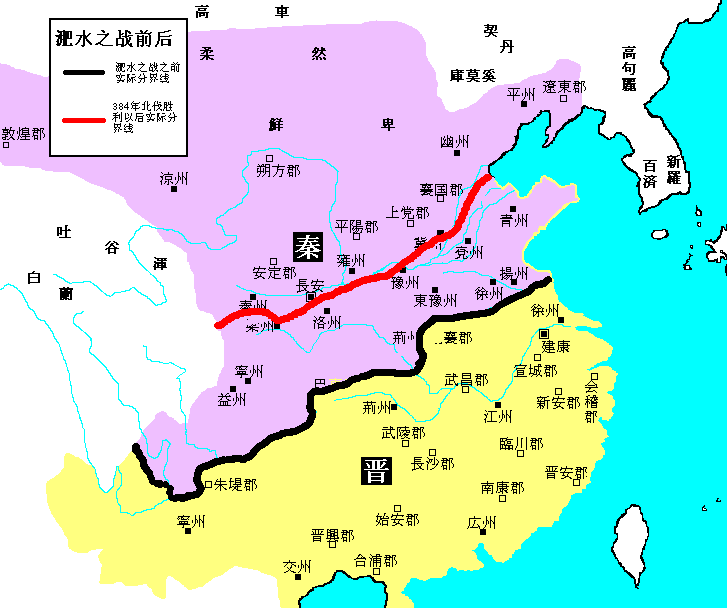
淝水之战到北伐时期的南北形势图，图中黑线为淝水之战之前双方实际控制区域分界线，红线为北伐胜利到谢安去世时期的双方实际控制区域分界线

桓冲在淝水之战之后不久去世，临死前将桓氏子弟托付谢安。谢安为了安定「荆扬相衡」的局面，放弃了以谢玄任荆江两州刺史的机会，改以桓氏子弟出任，缓和了桓谢两大士族的关系，为东晋接下来的大规模北伐稳定了后方。
太元九年（384年）八月，谢安起兵北伐。东路的谢玄领北府兵自广陵北上，一路收复了兖州青州司州豫州，中路和西路的桓氏则出兵攻克了鲁阳和洛阳，并收复了梁州和益州。至此，淝水之战前秦晋以淮河－汉水－长江一线为界的局面改成了以黄河为界，整个黄河以南地区重新归入了晋朝的版图，见右图。

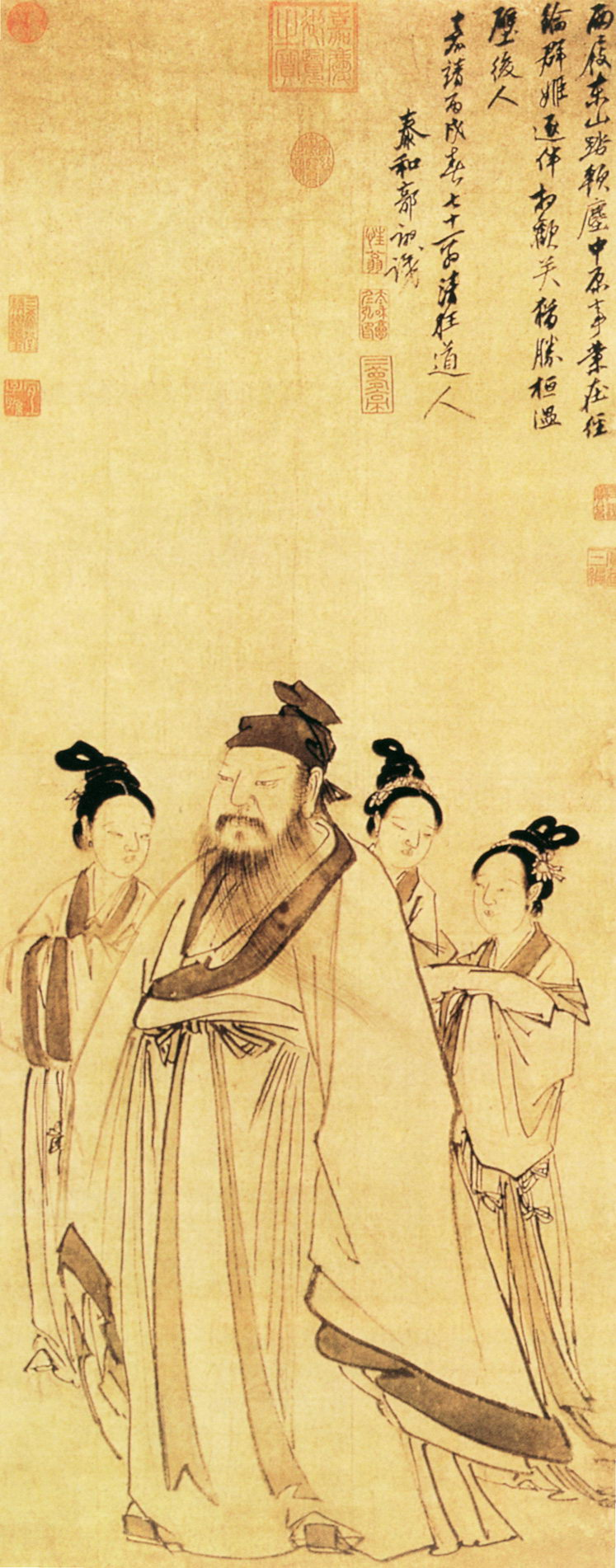
东山携妓图，明朝郭诩作

北伐节节胜利以后，司马氏和部分朝臣对谢安非常猜忌，世人也有怀疑谢安会像王莽那样篡位夺权。
谢安“素退为业”，主动交出手上权力，于太元十年（385年）四月自请出镇广陵，都督北伐军事。不久，刘牢之于邺城被慕容垂击败，谢安不得不调整部署，将进攻转为调整以巩固黄河防线。
8月，谢安病重，自广陵还京医治，由西州门入建康，不久，于8月22日，病逝建康，享年66岁，谥号曰文靖。
谢安葬礼同霍光、王导以及桓温等人同规格，有“九旒鸾辂，黄屋左纛，缊辌车，挽歌二部，羽葆鼓吹，武贲班剑百人”，为皇帝级别的葬礼。后谢安妻刘氏去世，也用同等葬仪。
到了两百年后的陈朝，谢氏家族势力没落，陈宣帝陈顼的次子始兴王陈叔陵竟挖开了谢安的坟墓，扔掉了谢安的灵柩，用谢安的墓穴安葬自己的母亲彭氏。

### 诗作
兰亭诗（其一）    
伊昔先子，有怀春游。
契兹言执，寄傲林丘。
森森连岭，茫茫原畴。
逈霄垂雾，凝泉散流。
兰亭诗（其二）    
相与欣佳节，率尔同褰裳。
薄云罗阳景，微风翼轻航。
醇醑陶丹府，兀若游羲唐。
万殊混一理，安复觉彭殇。
与王胡之诗    
鲜冰玉凝，遇阳则消。素雪珠丽，潔不崇朝。
膏以朗煎，兰由芳凋。哲人悟之，和任不摽。
外不寄傲，内润琼瑶。如彼潜鸿，拂羽云霄。
内润伊何，亹亹仁通。拂羽伊何，高栖梧桐。
颉颃应木，婉转蛇龙。我虽异迹，及尔齐踪。
思乐神崖，悟言机峰。绣云绮搆，丹霞增辉。
蒙汜仰映，扶桑散蕤。吾贤领隽，迈俗凤飞。
含章秀起，坦步远遗。余与仁友，不涂不笱。
默匪岩穴，语无滞事。栎不辞社，周不骇吏。
纷动嚣翳，领之在识。会感者圆，妙得者意。
我鉴其同，物睹其异。往化转落，运萃勾芒。
仁风虚降，与时抑扬。兰栖湛露，竹带素霜。
蕊点朱的，熏流清芳。触地儛雩，遇流濠梁。
投纶同咏，褰褐俱翔。朝乐朗日，啸歌丘林。
夕玩望舒，入室鸣琴。五弦清激，南风披襟。
醇醪淬虑，微言洗心。幽畅者谁，在我赏音。

### 名言
- “晋祚存亡，在此一行。”
- “小儿辈大破贼。”
- “可将当轴，了其此处。”
- “见之乃不使人厌，然出户去，不复使人思。”
- “天地无知，使伯道无儿。”
- “顾长康画，有苍生来所无”

### 与之相关的成语
| 【东山再起】 | 【围棋赌墅】 | 【新会蒲葵】 | 【雅人深致】 | 【一往奔诣】 |              |
| 【老翁可念】 | 【屋下架屋】 | 【一往情深】 | 【前倨后恭】 | 【小儿破贼】 | 【謝安折屐】 |

### 书法

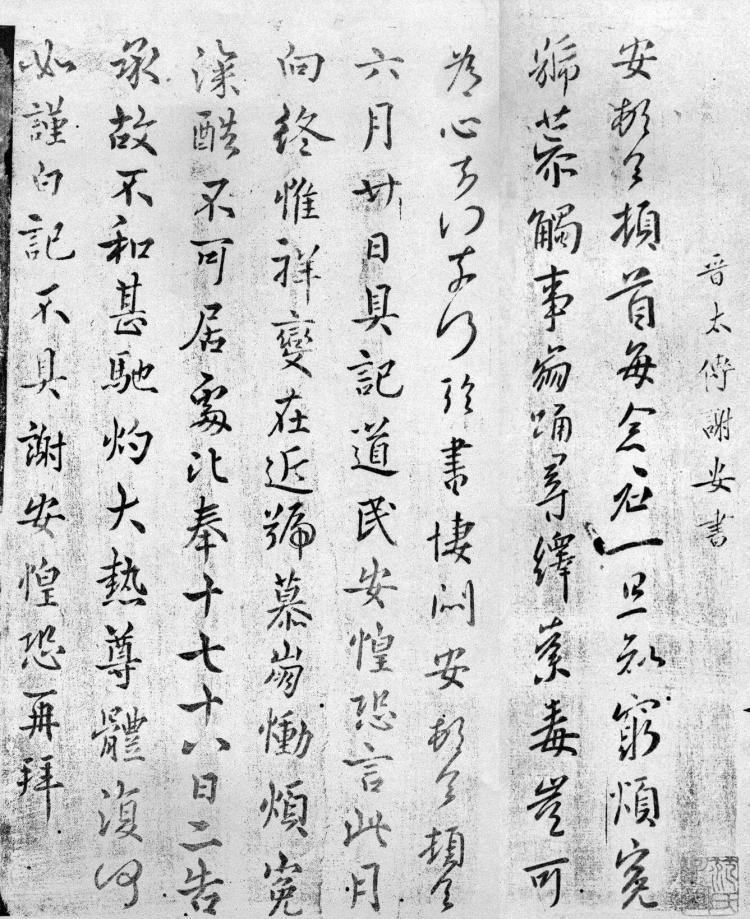
谢安致谢万的亲手书信

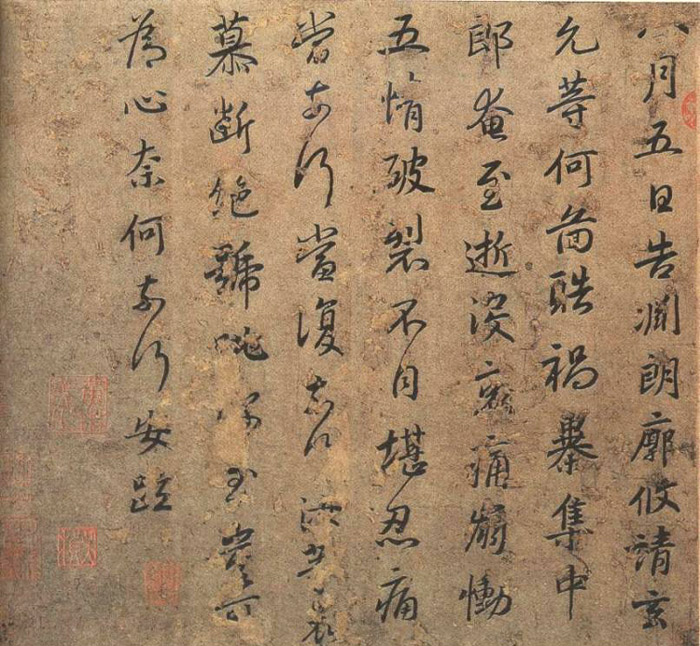
谢安《八月五日帖》，收入《宝晋斋法帖》

谢安曾从王羲之学行书，其书法非常出色，后世米芾曾称赞他的书法“山林妙寄，岩廊英举，不繇不羲，自发淡古。”

### 趣闻

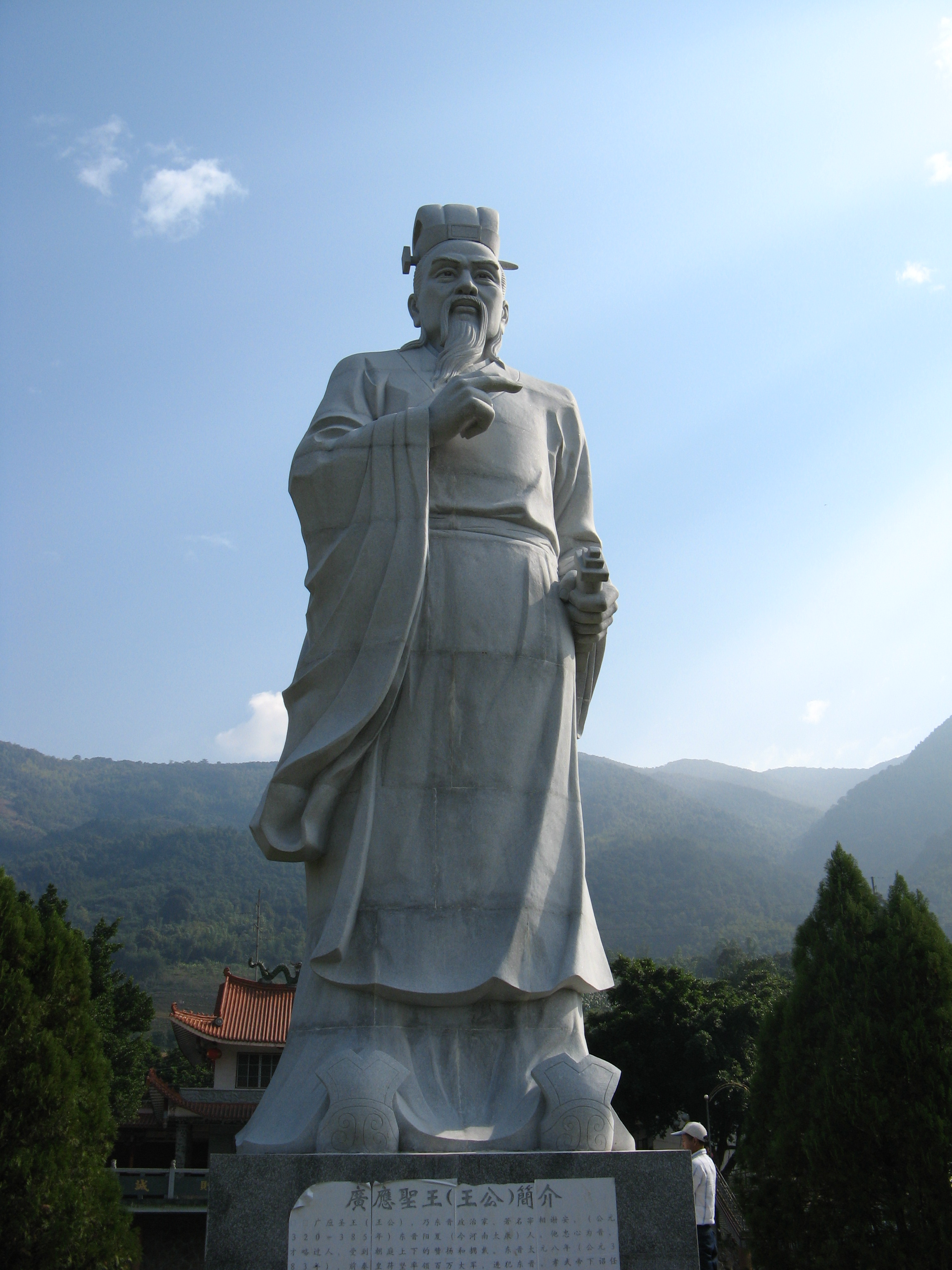
谢安像，立于福建漳州

- 谢安曾听人说梁山伯与祝英台的故事，深受感动，上奏请求表其墓为“义妇冢”[31]。

- 谢安的表字与宋朝王安石的名正好相同，后来王安石退居金陵，买的宅院正好在谢安的府邸旧址，宅内有以谢安命名的“谢公墩”。王安石于是戏作诗道：“我名公字偶相同，我屋公墩在眼中。公去我来墩属我，不应墩姓尚随公。”[32]时人评曰：“与死人争地。”

- 謝安與王導皆居秦淮河畔，乃三國時代孫權舊部禁軍駐地，當時禁軍身穿黑衣，因而世稱烏衣巷。

- 谢安的鉴赏力不同一般，他曾评“刘牢之不能独任”，“王味之不宜专城”，均先后应验；他评顾恺之的画为“有苍生来所无”。

- 谢安欣赏真性情的女子，他的嫂嫂王夫人曾经不顾礼节，亲自出面从席上带走她的兒子謝朗，谢安不以为忤，反而赞叹王夫人情辞慷慨，可惜不能让朝中大臣们一见[33]。

- 谢安为吏部尚书的时候，王导的嫡孙王珣娶谢万的女儿为妻，王珉娶谢安的女儿为妻，均夫妻不和。谢安鄙薄王珣为人，不惜与琅琊王氏嫡系一支交恶，径自让侄女和女儿离婚改嫁。双方因此不通往来许多年[34]。谢安死后，王珣虽政治上一直打压谢氏以求报复，但仍然从会稽专程赶到建康去哭丧，礼毕，连手也不和谢琰握就径自离去。[35]

## 后世评价

### 學者
- 《晋书》评价：

“建元之后，时政多虞，巨猾陆梁，权臣横恣。其有兼将相于中外，系存亡于社稷，负扆资之以端拱，凿井赖之以晏安者，其惟谢氏乎！”
“文靖始居尘外，高谢人间，啸咏山林，浮泛江海，当此之时，萧然有陵霞之致。暨于褫薜萝而袭朱组，去衡泌而践丹墀，庶绩于是用康，彝伦以之载穆。苻坚百万之众已瞰吴江，桓温九五之心将移晋鼎，衣冠易虑，远迩崩心。从容而杜奸谋，宴衎而清群寇，宸居获太山之固，惟扬去累卵之危，斯为盛矣。”
“太保沈浮，旷若虚舟。任高百辟，情惟一丘。”
- 唐人李白在安史之乱中有诗曰：

“三川北虏乱如麻，四海南奔似永嘉。但用东山谢安石，为君谈笑静胡沙。”
- 宋人苏轼亦有词水调歌头，其上阕曰：

“安石在东海，从事鬓惊秋。中年亲友难别，丝竹缓离愁。一旦功成名遂，准拟东还海道，扶病入西州。雅志困轩冕，遗恨寄沧洲。”
- 南宋陈亮将王导、谢安并提：

“导、安相望于数十年间，其端静宽简，弥缝辅赞，如出一人，江左百年之业实赖焉。”
- 王導五世孫王儉：

“江左風流宰相，惟謝安一人而已。”
- 明末清初王夫之《读通鉴论》评曰：

“安之宰天下，思深而道盡，復古以型今，豈一切茍簡之術所可與議短長哉！”
- 范文澜《中国通史》曰:

“东晋朝内部出现前所未有的和睦气象，是和谢安完全继承王导力求大族间势力平衡的作法分不开的。”
“东晋朝建立以来，这是最大的一次战胜扩地。取胜的重要原因之一就是内部和睦，有些力量可以对外。”

## 民間信仰

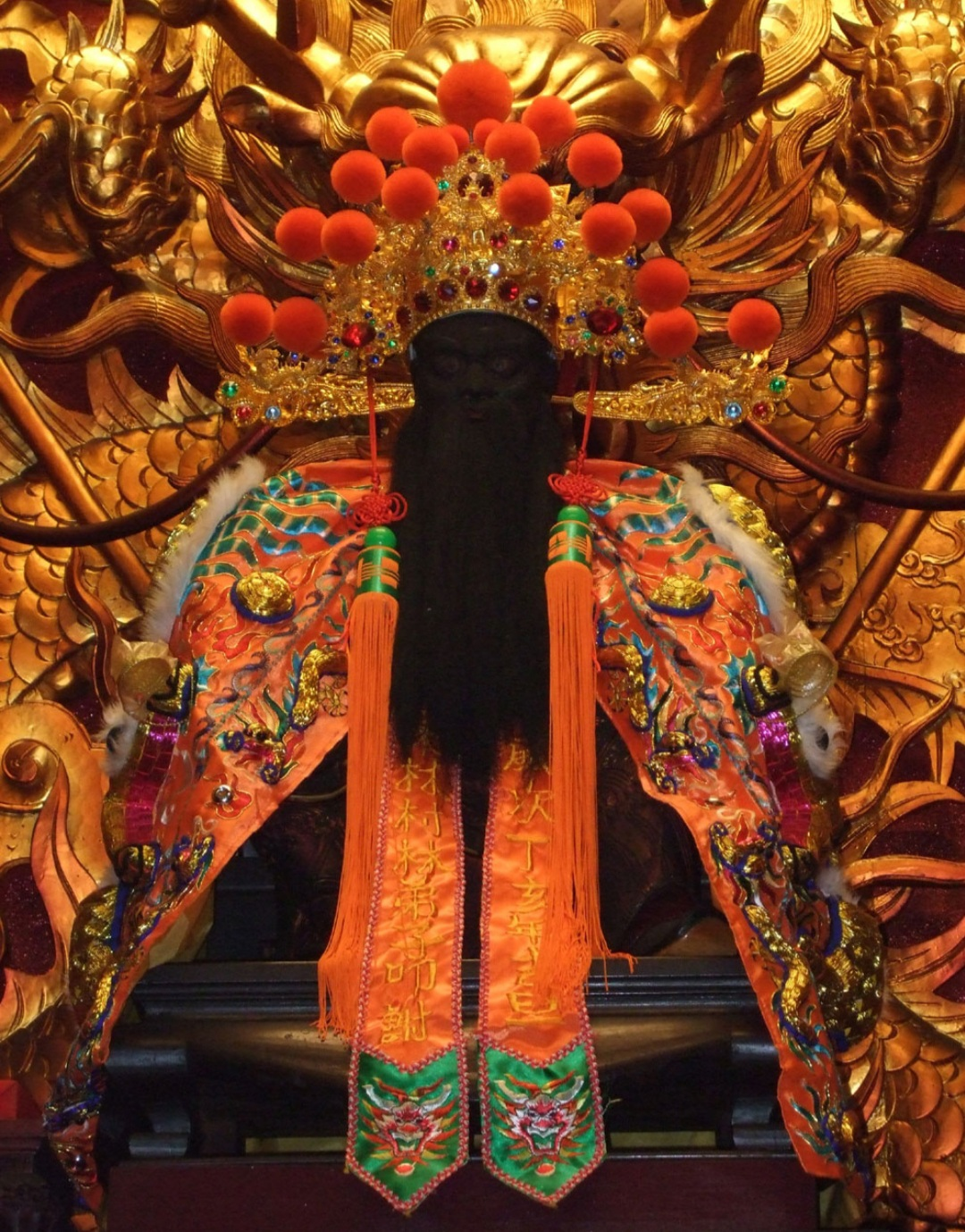
謝府王公（廣惠尊王）神像

谢安逝世之後，民間尊奉為神祇。《海澄縣志卷之十九·方外志》：「河福庵　在縣東。祀元天上帝及謝廣惠王。按廣惠王，即晉謝安石也。陳將軍元光奉其香火入閩啟漳，漳人因而祀之。」
信仰也隨著漳州人到廈門、溫州、南洋、臺灣等地，如中國福建廈門正順宮，而在臺灣較為著名的廟宇則是高雄林園區廣應廟（俗稱王公廟）、臺南永康區大灣廣護宮、彰化花壇鄉花壇福延宮、彰化和美埤仔頭慶安宮、宜蘭五結利澤簡廣惠宮，皆是以謝安為主神。
臺灣澎湖縣便有尖山顯濟殿，主祀謝安，但尊稱為「顯濟靈王」。江淮人認為謝安、謝玄生前精通音樂，甚至能指揮戰士擊鼓，死後，成為軍樂之神，最後傳入民間，成為戲神、音樂神；謝安稱老郎神，謝玄稱二郎神。

## 家族成员

### 兄弟
谢安在他的兄弟里面排行第三，
- 长兄谢奕，字无奕，为人不拘小节，有“方外司马”之称。
- 次兄谢据，字据石，早亡。
- 四弟谢万，字万石，好虚名，曾兵败被废为庶人，以散骑常侍卒。
- 五弟谢石，字叔石，名将，淝水之战的主帅。
- 六弟谢铁，字铁石，永嘉太守，生平不详。

### 夫人
- 沛国相县刘氏，刘惔之妹，机智幽默，谢安和她感情很好，常和她一起议论时事人物。她性格刚强，不许谢安纳妾，有名言“周姥撰诗，当无此语”[38][39]。

### 子女
- 谢瑶，东晋琅邪王友、庐陵郡公
- 谢琰，东晋卫将军、徐州刺史、会稽内史、都督五郡军事、假节、望蔡忠肃公
- 谢氏，嫁王珉
- 谢氏，嫁王国宝

## 延伸阅读
[在维基数据编辑]
 《晉書·卷079》，出自房玄齡《晉書》
 在维基共享资源阅览影像